# 312e régiment d'artillerie
Pour les articles homonymes, voir 312e régiment.
Le 312e régiment d'artillerie est un régiment de l'Armée de terre française.
Le 312e régiment d'artillerie lourde existe brièvement à la fin de la Première Guerre mondiale, de mars à août 1918. Le 312e régiment d'artillerie portée est créé en 1924 puis dissous en 1926. Il est recréé en 1939 et combat pendant la bataille de France de 1940.

## Création et différentes dénominations
- mars 1918 : création du 312e régiment d'artillerie lourde
- août 1918 : dissolution
- janvier 1924 : création du 312e régiment d'artillerie portée à partir du 50e régiment d'artillerie de campagne portée
- octobre-novembre 1926 : dissolution
- septembre 1939 : nouvelle formation 312e régiment d'artillerie portée
- mai 1940 : transformation en régiment d'artillerie tractée
- juin 1940 : dissolution

## Chefs de corps
- 1924 : lieutenant-colonel Mengin[1]
- 1924 - 1926 : lieutenant-colonel Bon[2],[3]
- 1939 - 1940 : lieutenant-colonel L'Hote[4]

## Historique des combats et garnisons

### Première Guerre mondiale
Le 312e RAL existe brièvement de mars à août 1918, dans le cadre de la réorganisation de l'artillerie lourde hippomobile.

### Entre-deux-guerres
Le 312e régiment d'artillerie portée est créé à l'Armée du Rhin le 1er janvier 1924 à partir du 50e régiment d'artillerie de campagne portée. Formé de trois groupes canons de 75 modèle 1897 portés, il est en garnison à Troisdorf (deux groupes et état-major) et Wahn (de) (un groupe), avec dépôt à Sarrebourg,,, puis il rejoint Coblence en 1925 (la ville du dépôt devenant Vendôme) et finalement à Châlons-sur-Marne à partir du 30 septembre 1926. Il est dissous le 1er novembre 1926 (ou le 1er octobre).

### Seconde Guerre mondiale
Le 312e régiment d'artillerie portée est mis sur pied le 13 septembre 1939 par le centre de mobilisation de l'artillerie no 29 de Tours. Il est formé de trois groupes de canons de 75 modèle 1897 portés, avec des camions porteurs datant des années 1910-1920, complétés par la réquisition de véhicules civils.
Mi-mai 1940, il est depuis le 20 avril en soutien de la 103e division d'infanterie de forteresse. Pendant le mois de mai 1940, il est rééquipé avec des camions américains Studebaker K25 pour devenir un régiment d'artillerie tractée, où les pièces ne sont plus emportées sur le plateau de camions mais remorquées par des camions et des tous-terrains P107.
À partir du 1er juin 1940, le régiment est rattaché à des unités de la 10e armée.

## Traditions

### Étendard
Il porte, cousues en lettres d'or dans ses plis, les inscriptions suivantes :
- La Marne 1914-1918
- Verdun 1916
- Les Monts 1917
- Flandres 1918

### Décorations
Le 312e RAP garde la fourragère aux couleurs de la médaille militaire gagnée par le 50e régiment d'artillerie de campagne.

### Insigne
L'insigne du régiment des années 1920 est une cigogne sur une cheminée. L'insigne de 1939-1940 est inconnu.